# Dorfkirche Welsow

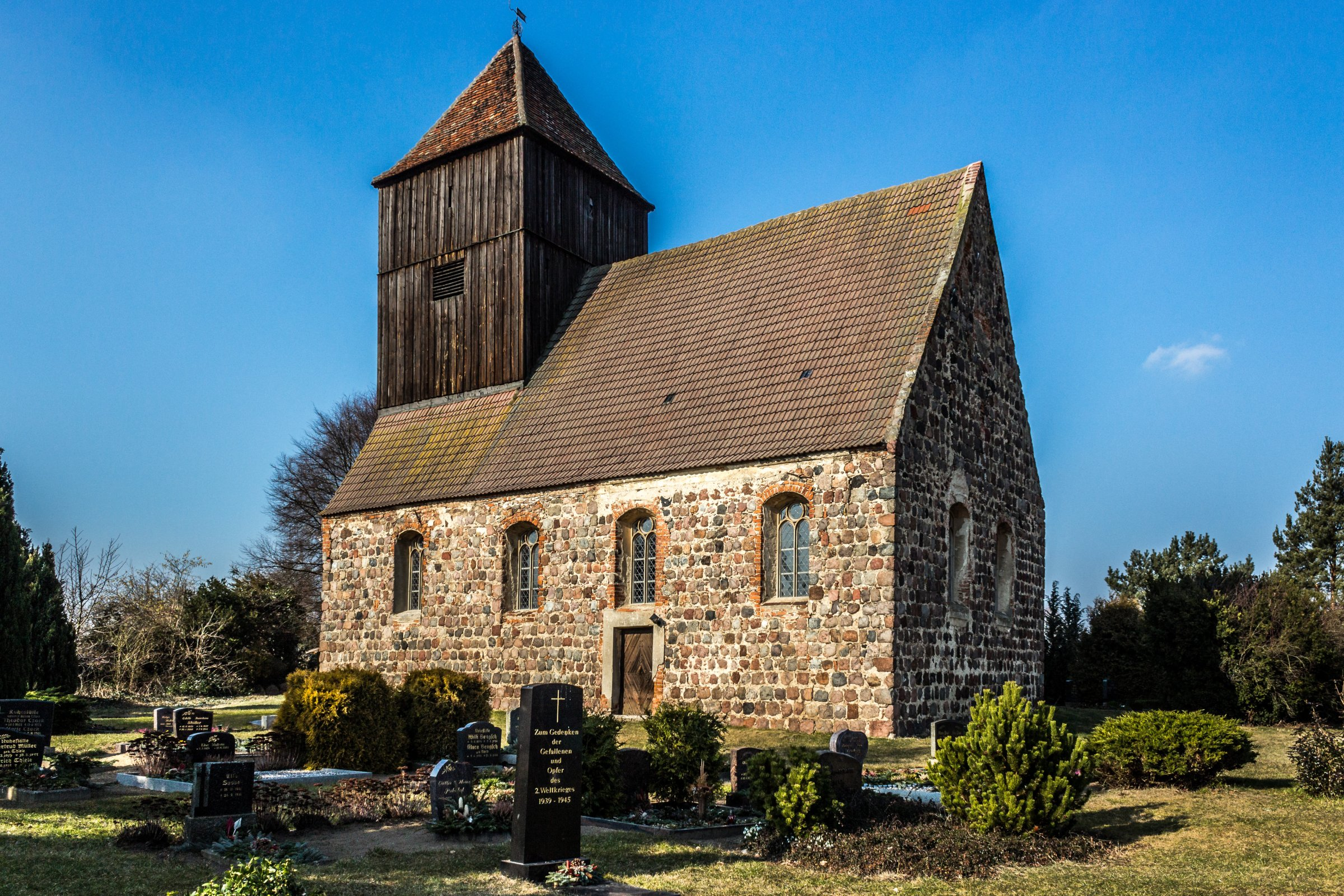
Dorfkirche in Welsow

Die evangelische Dorfkirche Welsow ist eine Saalkirche in Welsow, einem Ortsteil der Stadt Angermünde im brandenburgischen Landkreis Uckermark. Die Kirche gehört der Kirchengemeinde Schönermark im Pfarrsprengel Angermünde des Kirchenkreises Uckermark der Evangelischen Kirche Berlin-Brandenburg-schlesische Oberlausitz an. Das Gebäude steht unter Denkmalschutz.

## Lage und Geschichte
Die Kirche steht im Ortskern von Welsow, inmitten des bis heute belegten Kirchfriedhofs auf dem Dorfanger, der früher von einer Mauer aus Findlingssteinen umgeben war. Das Kirchdorf Welsow wurde 1459 gegründet und gehörte zunächst zur Sedes Angermünde im Bistum Brandenburg, später zur Inspektion bzw. Superintendentur Angermünde. Ursprünglich war Welsow die Mutterkirche und der Pfarrhof umfasste vier Hufen. Ab 1626 wurde die Gemeinde von der Angermünder Pfarre mitversorgt und spätestens ab 1775 war sie eine reguläre Tochterkirche von Angermünde. Nach der Wende ging die Betreuung an Schönermark über. Das Patronatsrecht hatte anfangs der Landesherr, später ging es an die Familien von Arnim (1577), von Sydow (1619), von Düringshofen (1652) und schließlich an die Grafen von Redern-Görlsdorf (1789) über.

## Baugeschichte
Der kleine Saalbau in Welsow entstand, wie viele uckermärkische Dorfkirchen, in der zweiten Hälfte des 13. Jahrhunderts. Dies ergibt sich vor allem aus der Bauform und der Art des Mauerwerks. Im Spätmittelalter wurden Reparaturarbeiten durchgeführt. Aus dieser Zeit stammt das Backsteinmauerwerk im unteren Teil der südwestlichen Gebäudeecke. Das Dachwerk erweckt ebenfalls einen spätmittelalterlichen Eindruck, wurde jedoch dendrochronologisch untersucht und für die zwei untersuchten Hölzer das Fälljahr 1705 ermittelt. Es ist unklar, ob damals das gesamte Dach in der spätmittelalterlich wirkenden Form konstruiert wurde oder ob lediglich Ausbesserungen und Ergänzungen erfolgten. Die innere Turmkonstruktion ist älter und möglicherweise besteht ein Zusammenhang mit der 1609 gegossenen Glocke. Zwei Balken des westlichen Fachwerkturms konnten auf 1702/03 datiert werden und könnten bei einer damaligen Turmreparatur verbaut worden sein. 
Im 18. Jahrhundert fanden Renovierungen statt, auf die alle Fensteröffnungen und das Südportal zurückgehen. Das Kirchenäußere erhielt damals einen Putz mit Eckquaderung. Reparaturen an Turm und Dach wurden 1836/37 durchgeführt, eine Ausmalung des Kircheninneren folgte 1869. Eine weitere Innenrenovierung wurde 1958/59 durchgeführt. Unter der Westempore wurde 1962/63 eine Winterkirche eingebaut. Um 1980 drohte die Aufgabe des Bauwerks. Stattdessen wurden jedoch Reparaturarbeiten durchgeführt. 1987 wurde der Turm neu eingedeckt, 1988 das Schiff. Zwischen 2000 und 2006 wurden die Fenster und der Innenraum renoviert.

## Beschreibung
Es handelt sich um einen etwa 18,9 × 10,2 Meter großen Rechtecksaal mit einem steilen Satteldach und einem rund 24 Meter hohen Dachturm im Westen, der früher fachwerksichtig war, aber seit 1953 mit Brettern verkleidet ist. Der Turm schließt mit einem Zeltdach ab. Das Mauerwerk der Kirche besteht aus quaderartigen Feldsteinen, die in durchgehenden Schichten versetzt sind, einschließlich der Gebäudeecken. Der Mauerverband ist nicht besonders sorgfältig ausgeführt. Das führt zu zahlreichen Auszwickungen, d. h. der Auffüllung zu großer Fugen mit kleineren Steinen/Steinsplittern. Das weiße Fugennetz, das 1934 noch erwähnt wurde und auf die Feldsteinwände aufgeputzt war, ging verloren. 
Das spitzbogige, zweifach gestufte Westportal ist das einzige erhaltene ursprüngliche Öffnungselement, jedoch von innen zugemauert. Es stammt aus der Barockzeit und hat ein aufgedoppeltes Türblatt. Unregelmäßigkeiten im Mauerwerk lassen darauf schließen, dass es ein weiteres bauzeitliches Portal zwischen den beiden westlichen Fenstern der Südseite gab. Heute ist die Kirche nur noch über das etwas weiter östlich auf dieser Seite im 18. Jahrhundert neu hergestellte Rechteckportal mit rautengemustertem, aufgedoppeltem Türblatt zugänglich. Die großen Flachbogenfenster mit ehemals verputzten Ziegellaibungen stammen wahrscheinlich ebenfalls aus dem 18. Jahrhundert, je vier befinden sich in den Längsseiten und zwei in der Ostwand. Die Laibungen wurden möglicherweise im mittleren 19. Jahrhundert erneuert. Die jetzigen Fenster haben Teilungen aus jeweils zwei Rundbögen und einem darüber liegenden Kreis und stammen aus dem 19. Jahrhundert. Es sind keine Reste mittelalterlicher Fensteröffnungen im Mauerwerk erkennbar, was bedeutet, dass sie an Stelle der jetzigen Fenster gesessen haben müssen. Im Gegensatz zu anderen frühgotischen Dorfkirchen, bei denen eine Dreiergruppierung üblich war, besaß die Ostseite der Welsower Kirche von Anfang an nur zwei Fensteröffnungen.
Im Ostgiebel der Kirche kann man eine kleine Rechtecköffnung und darüber eine große Rundöffnung erkennen, die jedoch beide neuzeitlich vermauert sind. Die These, dass die Ostseite während des Umbaus im frühen 18. Jahrhundert fast vollständig erneuert wurde, ist laut Denkmaltopographie nicht nachvollziehbar. Die profilierten Traufgesimse der Längsseiten wurden damals jedoch neu hergestellt. Auf der Nordseite kann man unter dem östlichen Traufbereich Reste eines Putzbandes mit geometrischem Rankenfries erkennen, der jedoch nicht aus dem 13. Jahrhundert stammen kann, wie oft angenommen wurde. Unter dem Putzband befindet sich nämlich barockes Ziegelmauerwerk, möglicherweise wurde aber ein noch vorhandener älterer Fries kopiert. Der barocke Westgiebel besteht aus Ziegelmauerwerk und wird mittig durch ein Ochsenauge betont. Darüber erhebt sich der verbretterte Dachturm auf quadratischer Grundfläche.

### Innenraum
Das Innere der Kirche ist ein relativ breiter, weiß getünchter Raum, der von einer flachen Putzdecke überspannt wird. Im Westen tragen zwei erstaunlich schlanke Holzstützen mit kapitellartigen Blöcken den Turmaufbau freistehend vor der Empore. Im Osten fallen seitliche Mauerwerksvorsprünge von 25 bis 30 Zentimetern auf, die möglicherweise Verstärkungen oder eine spätere Reduzierung des mittleren Mauerteils darstellen. Dies könnte in einem Zusammenhang mit einem ehemals anderen Raumabschluss oder mit der Aufstellung des Kanzelaltars stehen. 
Die Laufbereiche des Gemeinderaums und des erhöhten Ostteils sind mit einem Ziegelfußboden, teilweise in Zickzackmuster verlegt. Unter dem mehrfach erneuerten Gemeindegestühl befinden sich breite Holzdielen. Die ornamentale Bemalung der Brüstungsfelder stammt aus den 1950er-Jahren, wie auch die Neufassung des Altars. Im Ostteil gibt es weitere Bänke auf Nord- und Südseite. Mindestens die östlichen Gestühlsteile wurden im 18. Jahrhundert gefertigt. Einige Türen weisen Bockshornbeschläge auf. Die Brüstung der Westempore besteht aus einfachen Rechteckfeldern, wobei der reicher gestaltete Mittelteil beim Einbau der Orgel erneuert wurde. Unter der Empore befindet sich eine durch eine Glaswand abgetrennte Winterkirche und einen Gemeinderaum.
Das Dachwerk der Kirche besteht aus einer aufwändigen Konstruktion aus Kiefernholz, die durch Kehl- und Hahnenbalken, Kreuzstreben, Sparrenknechte und einen mittleren Längsverband aus Säulen, Riegeln und Streben verstärkt wird. Die Balkenverbindungen sind durch dicke Holznägel gesichert, die zum Teil weit herausstehen. Über dem Westteil der Kirche befindet sich eine liegende Stuhlkonstruktion, die zusammen mit dem Turm errichtet wurde. Der zweischalige Fachwerkturm wurde, wie auch der Glockenstuhl, unter Verwendung älterer Hölzer errichtet und ist oben verbrettert.

### Ausstattung
Der Kanzelaltar stammt aus der ersten Hälfte des 18. Jahrhunderts und wurde 1958/59 renoviert. Er besteht aus einem einfachen hölzernen Altartisch mit seitlichen Schranken, hinter dem sich ein konvex geschwungener Holzaufbau mit gesprengtem Giebel und polygonalem Korb befindet. Dieser wird jeweils von einer Säule und einem äußeren Pilaster unter einem Gebälkstück eingefasst, das von einer schwungvollen Volute gekrönt wird. Auf dem fünfteiligen Kanzelkorb sind gemalte Darstellungen von Christus und den vier Evangelisten zu sehen, die von Pilastern mit Voluten und geschnitztem Akanthuswerk getrennt werden. Der Eingang zur Kanzel ist durch ein plastisches Gehänge gerahmt. Der achteckige Schalldeckel hat eine kuppelartige Verdachung.
Seitenteile mit reich geschnitzten, durchbrochenen Aufsätzen mit Bandelwerk, vegetabilem Schmuck und kleinen Vasen trennen den Ostteil des Kirchenraums als Sakristeibereich ab. Die Füllungstüren sind aufwändig gearbeitet und wurden 1958/59 mit christlicher Symbolik bemalt. Ein gusseisernes Altarkreuz stammt aus der ersten Hälfte des 19. Jahrhunderts und zeigt Reliefs der Evangelisten am Sockel. Ein klassizistisches Altarleuchterpaar aus dem frühen 19. Jahrhundert zeigt sich mit reicher Verzierung. Des Weiteren existiert eine Gedenktafel für die Gefallenen des Ersten Weltkriegs, die aus Holz gefertigt ist und einen halbrunden Abschluss sowie ein eichenlaubumkränztes Eisernes Kreuz über dem schwarzgrundigen Schriftfeld zeigt. 

#### Orgel
Die gesondert unter Denkmalschutz stehende Orgel stammt aus dem Jahr 1888 und wurde von Emil Kaltschmidt aus Stettin gebaut. Es handelt sich um eine weitgehend im ursprünglichen Zustand erhaltene mechanische Schleifladenorgel. Im Jahr 1917 wurden die Prospektpfeifen entfernt und nach 1922 ergänzt. Der dreiteilige Prospekt ist im Rundbogenstil gehalten, wobei der erhöhte Mittelteil eine Doppelarkade mit einer Säule und einem Kapitell aufweist. Auf den Gebälken sind Akroterien zu sehen. Die Disposition lautet:
| I Manual C–f3 |              |    |
| 1.            | Principal    | 8′ |
| 2.            | Gedackt      | 8′ |
| 3.            | Salicional   | 8′ |
| 4.            | Oktave       | 4′ |
| 5.            | Flauto dolce | 4′ |
| 6.            | Octave       | 2′ |

| Pedal C–d1 |         |     |
| 7.         | Subbass | 16′ |

- Koppel: I/P

(siehe auch: Orgel-Glossar)

#### Glocken
Die beiden gesondert unter Denkmalschutz stehenden Bronzeglocken stammen aus verschiedenen Epochen. Die große Glocke hat einen Durchmesser von 80 Zentimetern und stammt wahrscheinlich aus dem 15. Jahrhundert. Auf ihr ist eine lateinische Minuskelinschrift mit den Worten „o rex Glorie Xpe Veni Cum Pace“ (zu deutsch etwa O König der Ehre, Christus, komm mit Frieden) zu sehen. Die zweite Glocke wurde 1609 in Schwedt gegossen und hat einen Durchmesser von 67 Zentimetern. Sie wurde von den Grafen von Redern-Görlsdorf und von Arnim gestiftet und weist einen Schulterfries mit Reliefs auf, die das Leben Christi darstellen und sich mehrfach wiederholen.